# La Gran Chichimeca
La Gran Chichimeca was de naam die de Spaanse conquistadores gaven aan de woestijnachtige hoogvlaktes van Centraal- en Noord-Mexico. De naam is afkomstig van het nomadenvolk de Chichimeken.
De oorlogen waarin La Gran Chichimeca werd veroverd staan bekend als de Chichimekenoorlogen. Het kostte de Spanjaarden meer dan 200 jaar om het hele gebied te onderwerpen, daarmee op grote schaal gebruik makend van Indiaanse hulptroepen. Redenen voor de lange duur zijn onder andere de onherbergzaamheid van het terrein en het feit dat de volkeren die het gebied bewoonden nomaden waren.
La Gran Chichimeca komt ongeveer overeen met het gebied dat archeologen tegenwoordig Arido-Amerika noemen. De laatste decennia heeft een herwaardering voor het gebied plaatsgevonden. Ging men er eerst van uit dat het gebied bewoond werd door nomadische wilden, tegenwoordig heeft men meer waardering voor de gebruiken en levenswijze van de volkeren die het gebied bewoonden, en is duidelijk dat zij sterker beïnvloed zijn geweest door het stedelijke en agrarische Meso-Amerika, het cultuurgebied waar onder andere de Azteken onder vielen, dan voorheen gedacht werd.